# 手

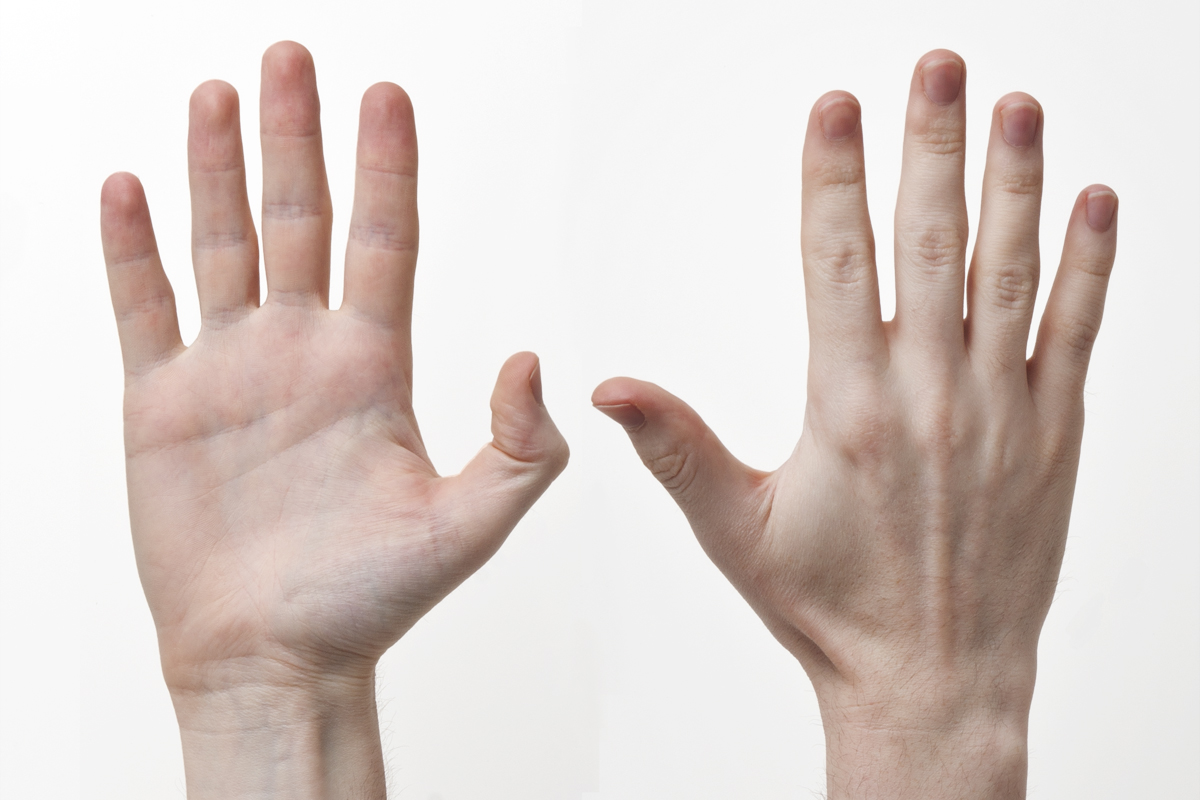
右手の手のひら側の面（写真左）と右手の甲側の面（写真右）

手（て、英語: hand）は手首から指先までの部分である。右手と左手、一対ある。
手は、5本の指、平（＝手の平）、甲（＝「手の甲」）からなる。

## 手と解剖学

### 手の骨
手の骨は、手根骨（近位の橈側から尺側へ舟状骨、月状骨、三角骨、豆状骨の 4個と、遠位の橈側から尺側へ大菱形骨、小菱形骨、有頭骨、有鈎骨の 4個）と中手骨 5本に加え、基節骨・中節骨・末節骨が第二指（人差し指）から第五指（小指）に各 3本ある。
第一指（親指）には中節骨は無く基節骨と末節骨で構成されている。これら 27本の骨を合わせて手を構成している。
指の名については「指」のページの一項「指の名称」を参照のこと。

### 手の皮膚
それぞれの指の先端には爪があり、それを取り巻く部分の皮膚（触球）は感覚が鋭敏であり細かい作業などがこなせる。
爪に続く手の甲（手背）側の皮膚は、掌側と異なりゆとりがあり、つまむことができる。これは屈曲の目的を果たすために必要なことである。
掌、および、掌側の指の皮膚は身体の他の部位と異なり、皮脂腺が無く指紋・掌紋がある。また、メラニン色素が少ないため、人種を問わず他の部位より白く見えることになる。指の節や、掌には深浅さまざまな溝（運動ひだ）が走っている。
指紋・掌紋はヒトに特有のものではなく、霊長類に広く見られるものである。これには、掌の発汗作用と同様に、木から落ちないための滑り止めの働き、霊長類の樹上生活における適応進化の結果であったとの説がある。

### 手の窪み
手の親指を伸ばして反らした時、親指の付け根に出来る三角形の窪みを「解剖学的嗅ぎタバコ窩」、「解剖学的嗅ぎ煙草入れ」、「スナッフボックス」、あるいは、単に「タバコ窩（-か）」という。

### 手のサイズ
日本の経済産業省が人間生活工学研究センター（HQL）に委託し、2004-2006年に行った人体寸法の調査（6700人を対象）では、若年層ほど男女とも「手が華奢（きゃしゃ）」な傾向がある、とのデータが得られた。同センターは2010年にも、9項目（手長、手幅1（斜め）、手掌長、第二指長、第二指近位関節幅、第二指遠位関節幅、手首囲、手囲、握りこぶし囲）の調査を実施している。

### 手のアーチ

手のアーチ

手のアーチは、横アーチ・縦アーチ・斜めアーチから成る。
- 横アーチ：近位横アーチと遠位横アーチがあり、前者は遠位手根骨列によって形成され可動性に乏しく、後者は中手骨頭で構成されており可動性が高い。
- 縦アーチ：指の骨とそれに繋がる中手骨によって形成される。
- 斜めアーチ：親指と他の4本の指の対立で形成される。

手のアーチは、把握動作をはじめとした手の動的変形に関わり、最適な指の配置・調節といった機能を果たし、巧緻性に重要な役割を果たすとされる。
特に乳幼児期に手を多く使うことが手のアーチの発達に効果が高いとされ、乳児のハイハイも手のアーチの発達に効果があるとされる。

## 右手と左手

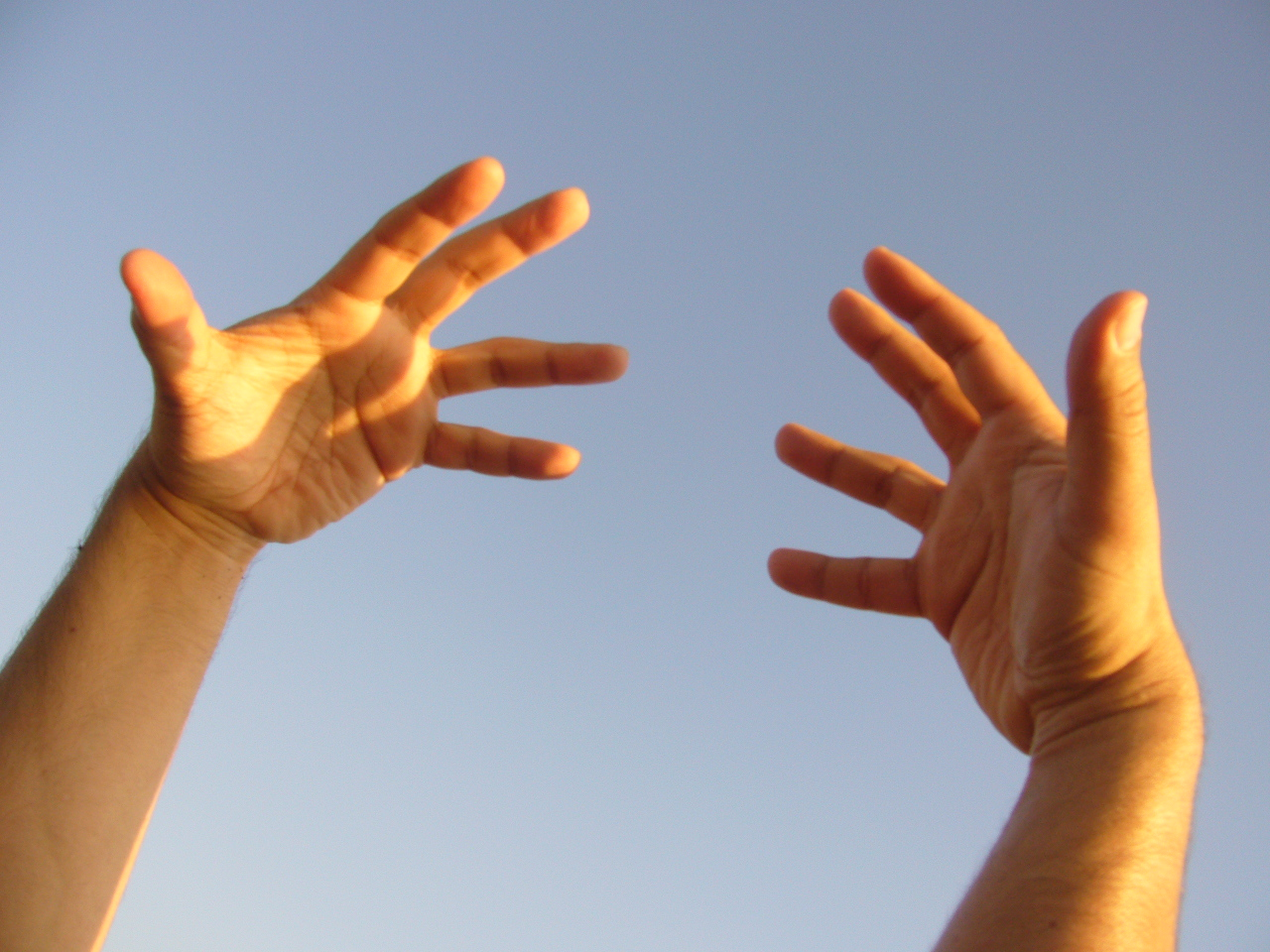
左手(左)と右手(右)

人には、基本的には、一対の手、つまり右手と左手がある。
日本語では、古風には、右手を「馬手（めて）」、左手を「弓手（ゆんで）」と言う。ここには武士の記憶が織り込まれている。鎌倉時代から続くならわしで、（「武士は三つ物」といわれるように）武士には馬を駆りつつ弓を引くこと、「騎乗での弓術」が必須で、それを行う時は、右手に馬の手綱を持ち、左手に弓を持ったので、それぞれ「馬手（めて）」「弓手（ゆんで）」と言うようになったとされる。
右手と左手は（形としては）鏡像関係にある。面対称である。
ただし、一般に、各人、右手を使うほうが得意とする人と、左手を使うほうが得意とする人がいる。両手のうちで、動かしやすかったり、思い通りに器用に動かせたり、より力がいれられるほうの手を利き手という。右手のほうが器用な人を右利きと言い、左手のほうが器用な人を左利きと言う。
右手と左手は（形状はほぼ対称だとしても）機能としては、非対象になっていることが多いのである。
人類全般では、右利きの比率のほうが高い。
欧米人でも右利きのほうが多い。ただし、欧米人では日本人よりも左利きの割合（比率）が高い。
世界的に、『右手を「清浄の手、聖なる手」、左手を「不浄の手」』とする観念が存在する。これは、世界的に存在する『右を善、左を悪』とする観念と関係がある。
世界的に、右手は剣や矛など武器を持つ手であり「攻撃・破壊」を、左手は盾を持つ手であり「防御・創造」を、象徴する。
中国の伝統的な挨拶では、左手の「掌」に右手の「拳」を付けて（あるいは、包み込んで）礼をする（拱手）。右手は陽で左手は陰であり、右手の拳は「陽（太陽）」を、左手の掌は「陰（月）」を表している。

## 生理学・医療

### 脳と手
ここ数十年の神経科学の成果によって、脳のどの部分でどのようなことが行われているのかかなり理解されるようになってきており、身体の各部位が脳内のどこに割り当てられるのかも分かっている。「手」は、脳の中では、人体の他の部分の実際のサイズの比率と比較してかなり広い面積が割り当てられていることが明らかにされている。人間にとっての手の重要さ、脳が扱う身体活動の中に占める手の活動の割合の大きさが判る。手の指の中では、親指への割り当て領域が相対的に大きい。
人の「外界への物理的な働きかけ」の大部分は手を介して行われている。日々そうした活動を積み重ねていることで、脳の割り当て領域は広がってゆく。
手は鋭敏な感覚器でもある。

### 手当、手技
医療と手とは、古くから密接な関係がある。もともと、癒やす人（ヒーラー、医療者 等）が、病んでいる人の患部などに手を当てることは、医療の原点であった。ここから日本語の「手当て（てあて）」という表現が生まれた。
病む人に、いたわる心を込めて自らの手でやさしく触れることは、現代でも医療やケアの原点や基本としての意味を持っている。また病む人に手で触れることの効果は単なる風習や迷信などに留まるものではなく、手で触れられていることによる安心感が病む人や傷ついた人の内に良い心理的効果を生み病状を快方に向かわせる効果があることは、近年の医学的で実証的な研究でも明らかにされている。

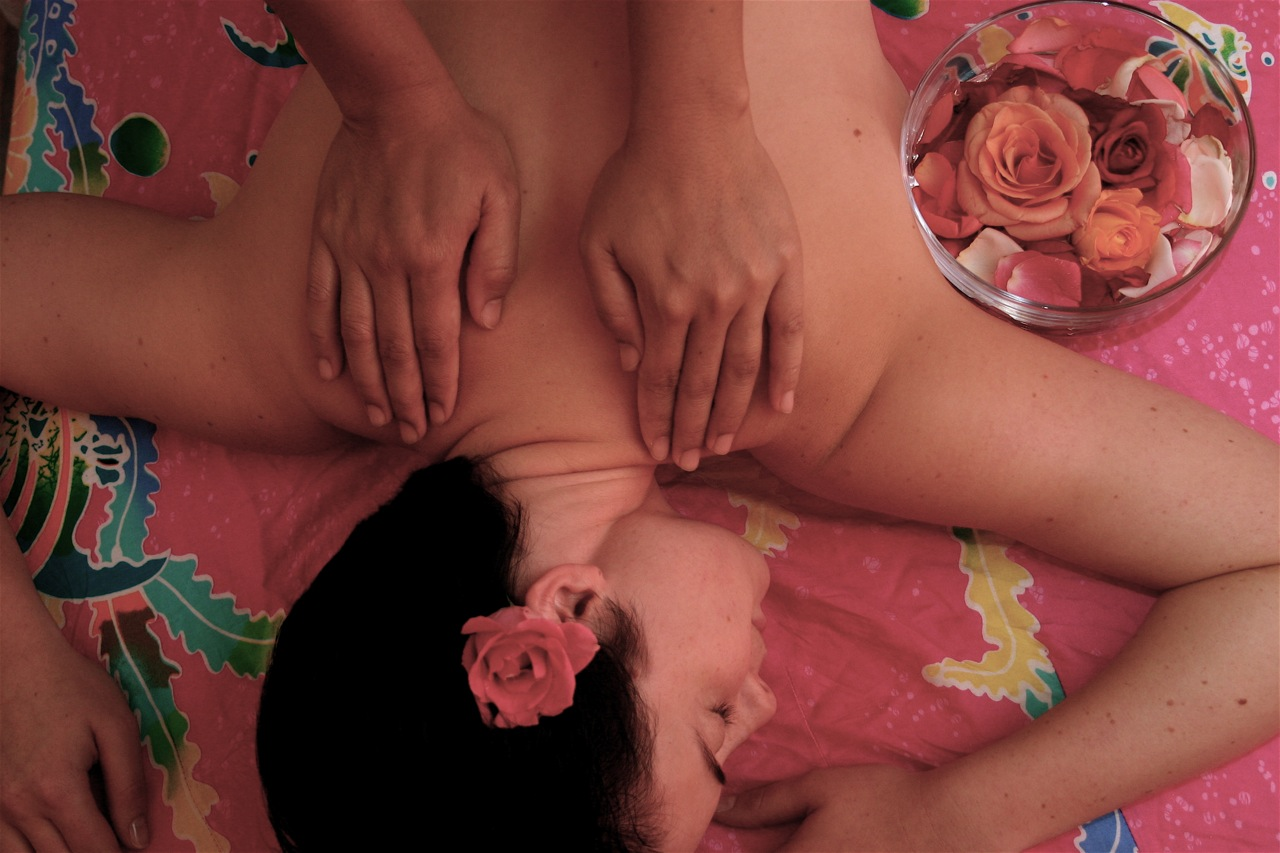
マッサージ

また、現代でも、医療全般に（例えば通常医療のリハビリテーションの場でも代替医療の場でも広く）手によるマッサージは行われており、血行をうながしたり、滞留したリンパ液等の移動を促すことで、治癒を促す効果がある、自然治癒力を高める効果が期待できるとされている。様々な機器が登場した現代でも、機械よりも人間の本物の手で触れてもらうほうを好む患者は多い。医療者自身の手による技は「手技（しゅぎ）」という。また、手によるマッサージは医療者などの業者にしてもらうだけでなく、自分自身で行うこともでき、「セルフマッサージ」という。セルフマッサージは（無料であるため、金銭的な統計には現れにくいが、実際には家庭内で非常に広く行われており）セルフメディケーションとしても、また健康法としても広く行われている。自分で自分の指先あたりを揉む《爪揉み》は非常に手軽な健康法であり、それを勧めている医師もいる。また、特に誰から教えてもらわなくても、人は身体に不調な部分があると本能的にそこを手でさすったりする。
医療で手が重要な役割を果たしている一例として、応急処置としての止血も挙げられよう。患部に布などを当てがって掌で押さえつける圧迫止血法が、負傷時における治療の第一歩である。これは、やり方さえ理解していれば一般人であっても可能で、優れて有効的かつ実質的な応急処置手段である（詳しくは止血のページを参照のこと）。

## 文化と手

### 手によるコミュニケーション
人は手でもコミュニケーションを行う。

#### 手話
手や腕を用いて（またそれに加えて表情も用いて）行うコミュニケーションを手話と言う。主として聴覚障害者が用いている。

#### 手と手の触れあい
手と手を触れることでコミュニケーションが行われることがある。
握手 shaking hands

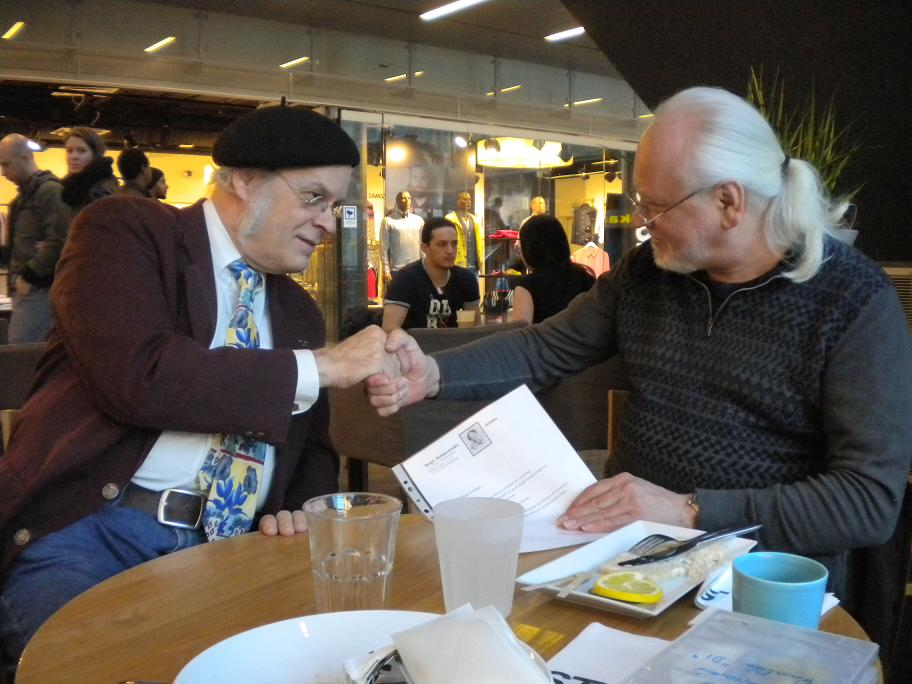
握手

ヨーロッパや米国では、ビジネスの場などで互いに挨拶する時、まずまっさきに手と手を握り合う（握手を行う）のが一般的である。ヨーロッパ人などに言わせると、握手をすることで、互いの手の温度、汗のかきかた、などでなんとなく健康状態がわかり、また手の 硬さ/柔らかさ（ゴツゴツ感、ふにゃふにゃ感）、手の「厚さ」 などで、若いころから肉体を鍛えている人なのか、肉体作業が多い人なのか、肉体作業はほとんどしておらず頭脳労働が多い人なのか、等々のことが、わざわざ言葉を使って自己紹介しないでも 漠然とだが 判るのだという。また、相手が自分を騙そうとしている時など（口先だけだと、うまく取り繕う詐欺師などがいるが）、握手をすることで、手のこわばり具合（リラックス度合い）や 汗のかきかたなどで なんとなく察知できることもある、と言い、そういう意味でも、念のため握手をして確認したくなる、と言う。
逆に言うと、握手を拒まない、握手を積極的にするということは、「私にやましいところはありません」「あなたに対する敵意を隠したりしていませんよ」「あなたは友人です」などという意味・気持ちがほのめかされることになる。

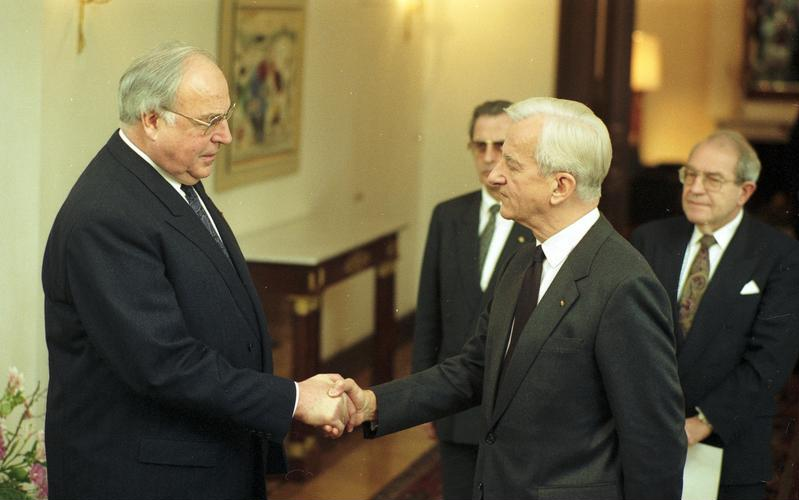
外交の場などでの握手

外交の場では、首脳同士や大使同士は、基本的にまず握手から始める。しばしば、握手のしかたに両者（両国）の関係が現れる。良好な関係の場合は、気持ちのこもった 掌にも適度な力の入った握手が行われる。反対に仲が悪い国の首脳同士などでは、（嫌っているほうが）掌に力も入れず、（まるで相手の手に触れているのが嫌だと言わんばかりに）握るとほぼ同時に 短い時間ですぐ切り上げてしまう。会談などが成功のうちに終わった場合、最後に再び熱心に握手をし、友好関係・同盟関係などにあることを確認しあい、その状態で（握手をしたままで）記念撮影などを行うのが一般的である。
手と手が触れ合うことは、重要なコミュニケーションの経路のひとつなのである。
親子

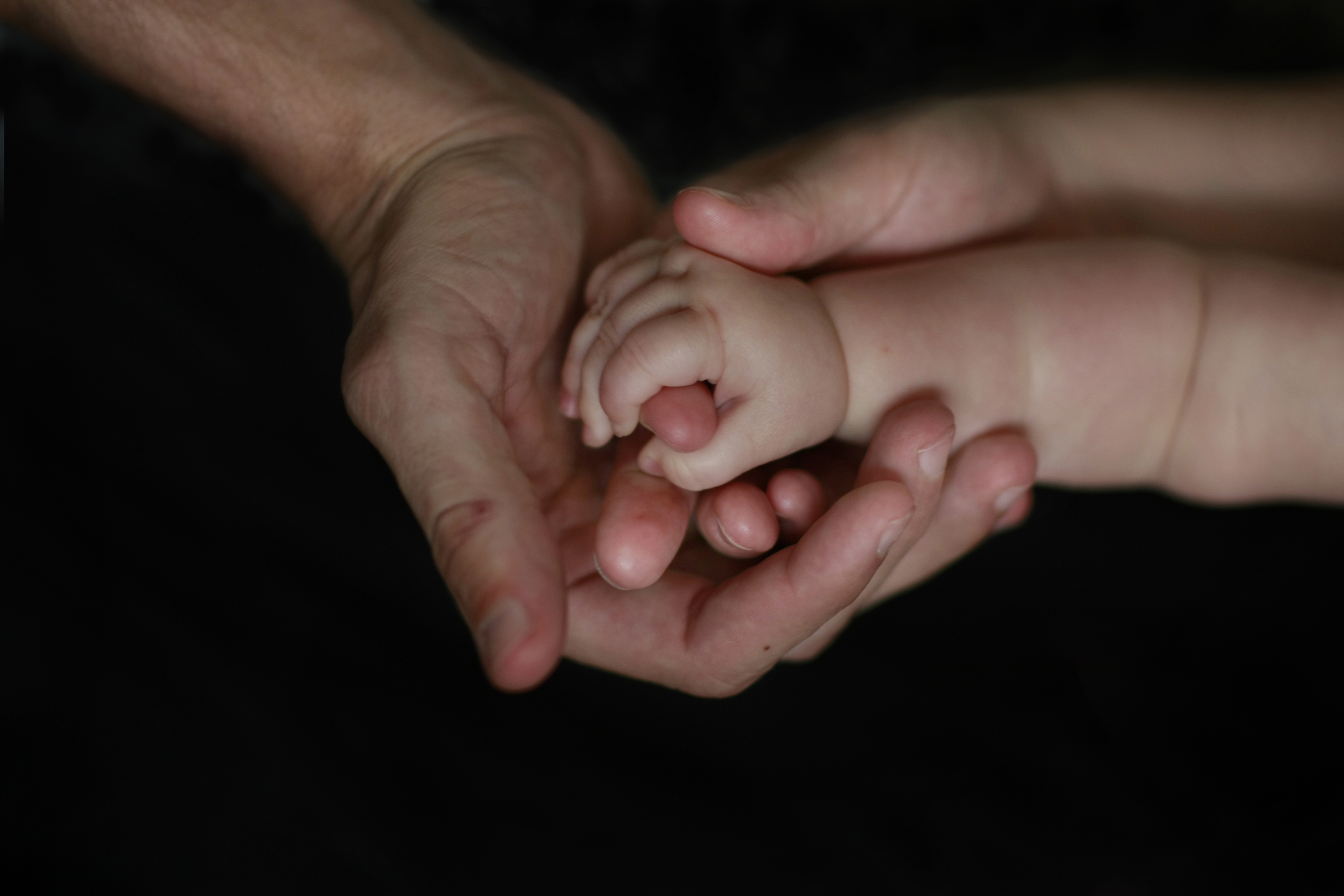
親と子の手

親になった人は、赤ん坊の手に愛情を込めて触れる。赤ん坊の掌（手の平側）に指などを当てると、赤ん坊は反射的にその指を握る。多くの親が、赤ん坊がそうして小さな小さな手で自分の指を握られ、赤ん坊ならではのやわらかさ、体温などを感じ、親らしい感情、愛おしさとともにそれを記憶する。
赤ん坊のほうも、親の指を握ることで親の存在を感じ取っている。
男女

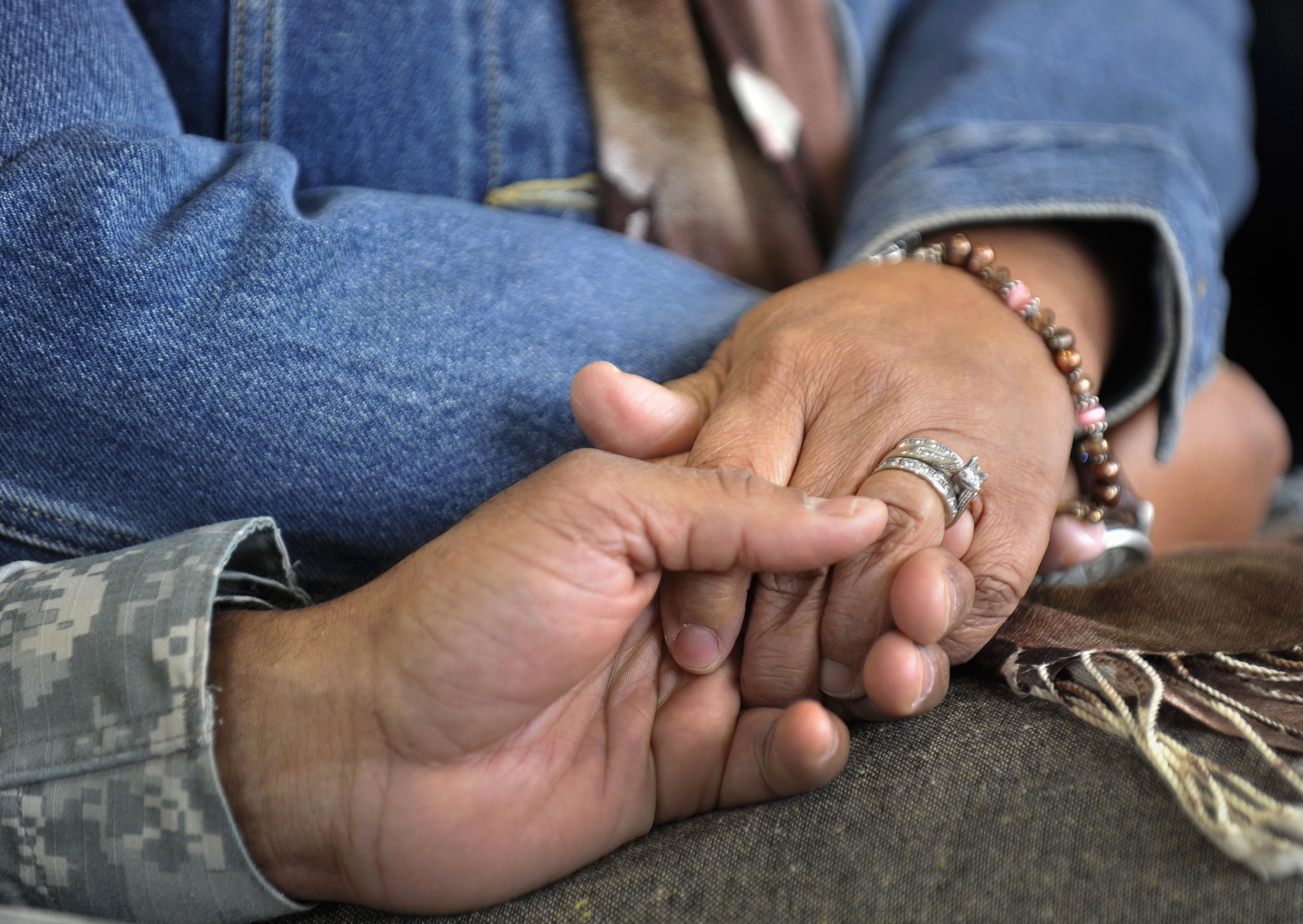
カップルの 握りあった手と手

恋人同士など、親密な関係では、手と手を長い時間握り合って気持ちを確認しあうことがある。ヨーロッパのカフェなどでは、しばしば、恋人同士が互いに手を握り合ったまま、互いの瞳を見つめ合って愛を語り合っている。

### 信仰と手
祈りと手（合掌・印）

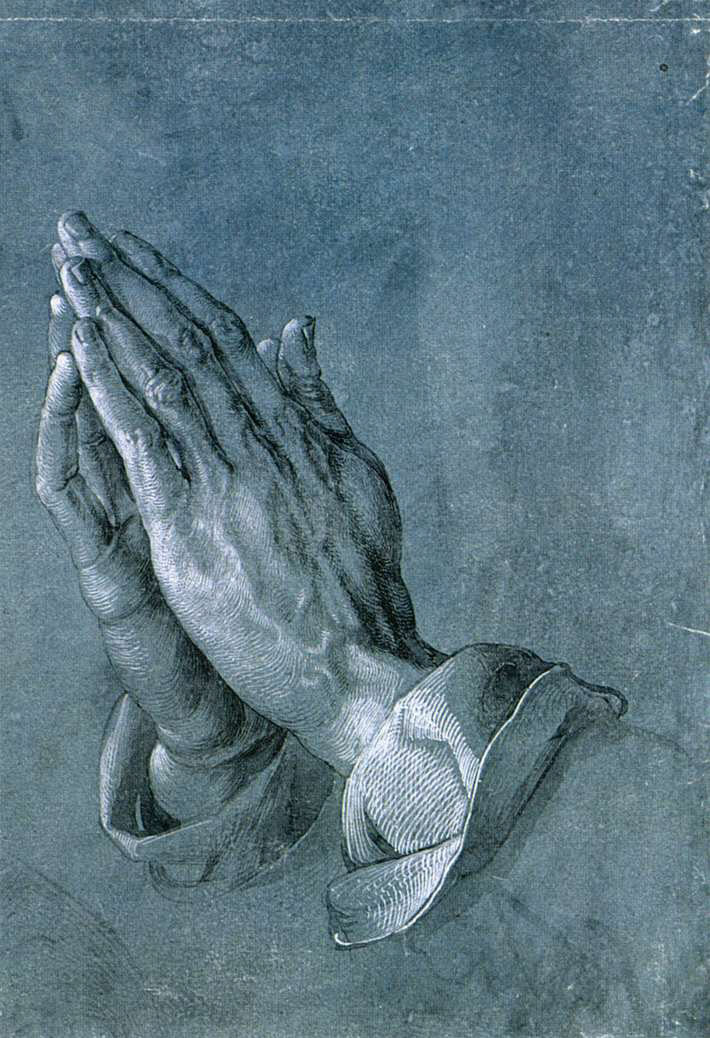
アルブレヒト・デューラー 「祈りの手」（1508年） 逸話

キリスト教では、祈る時、両手をかるく組む、ということが多い。右手の指と左手の指を交互に交差させて祈るのである。
仏教では、祈願・請願する時、いくつかの形があるが、ひとつは手を平らにして手を合わせる方法がある（合掌）。手の平をわずかに湾曲させ（「卵型」にしておいて）左右の手を合わせる宗派（あるいは個々の人）もいる。数珠がある場合は、たとえば、両手の中指に数珠を（ひとひねりなどして）かけたうえで、両手を合わせる、などということが行われる。
修験道や密教では、手で特定の形をつくる（印を切る）ことがある。
神道では、（おじぎをして）両手をパンパンと2度打ち合わせて（2拍手）、手を合わせておいて祈る、というのが作法だとされている。
合掌は、仏前・神前のみならず、日本では食事の前後など、感謝の気持ちを表す時（恩を意識する時）にも行われる。（「感謝しております」などという意味で、書簡などの末尾に「合掌」と記す人もいる。）

### 神話
両性具有の創造神アトゥムの右手は「ヘテペトの手」と呼ばれ、それ自体が女神として神格化され、アトゥム神の女性的部分・女性原理を象徴する。
フリギアの2代目の王とされるミダスはいろいろな神話に登場する。
トラキアにいたミダスはシレノスを助けたことでディオニューソスに感謝され、触れたもの全てを黄金にする能力をもらう。しかし何でも黄金にする手に困り、この「けがれ」をパクトロス川で払うためにアナトリアにやってくる。彼は川に黄金を残し（砂金の起源説話）た後、初代王のゴルディアスと女神キュベレーに養子として認められ、次の王となる。
キリスト教の三位一体論では、「父は、その両手である子と聖霊によって、万物を創造し、また、これを救いたまう」、という言い方もされる。

### 奇跡・治癒
強い霊力・霊性を持つ人物、あるいは、子供などの無垢なる者が病人に手で触れることで、疾病が快癒するという伝承は世界各地に見られる。
イエス・キリストの奇跡譚にもそのようなものが含まれている。
中世ヨーロッパにおいては、王が患部に触れることで病気を治癒するという「ロイヤル・タッチ」が信じられた。作家・トールキンは代表作『指輪物語』の第3部「王の帰還」において、これを踏まえつつ療病院での王様の施術による病の手当てを「王の手」として描いた。
傷口や疾病の部位を本能的に手で押さえたり、かばおうとすることは、原初的な医療の形態であろうが、呪術医のような立場で手を当てるという行為は21世紀現在の先進国においても一部新宗教の儀式や手当て療法として見出すことができる。こういった「触れる」行為が何らかの癒やしのイメージと強く結びついている傾向は、今もなお文化の別なく広い範囲に様々な類型として存在し続けているのである。

### 手相占い
掌の溝やひだの状態によって、その手の持ち主の過去や未来（運勢）が判る、と考えるのが手相学である。

### 音楽や楽器と手

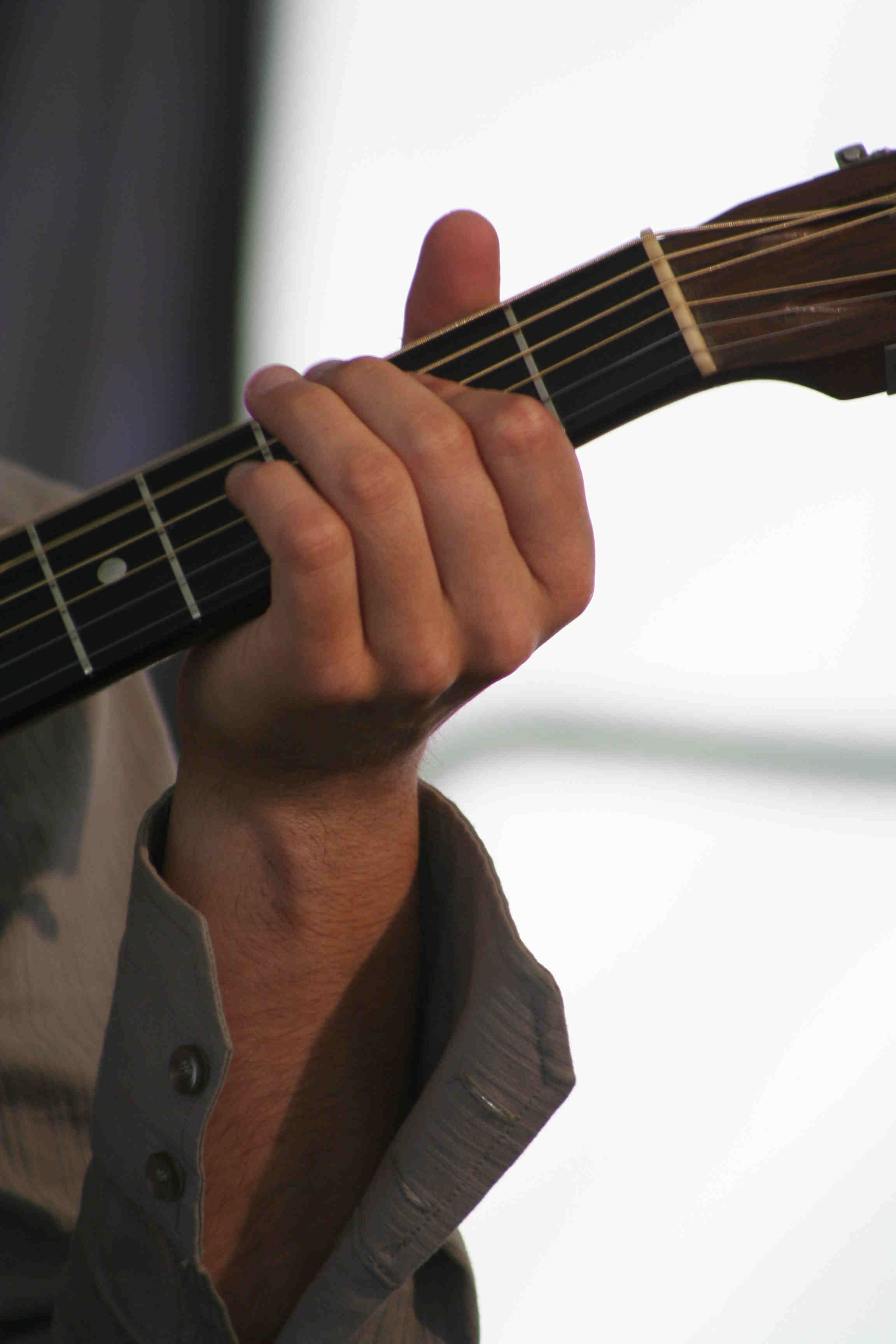
ギターの指板・フレットと左手。楽器の演奏の習得のなかには、様々な「手の形」をつくり、それを（理屈ではなく）身体で（手の感覚で）覚える、というプロセスも含まれている。

ヴァイオリン、ギター、ピアノ 等々は基本的に手・指を使って演奏するものである。
ピアノの演奏は掌が大きいほうが有利である。手を開いたときに、親指から小指までの距離が短いと、ピアノの演奏では不利になる。
ピアノの楽曲では片手で1オクターブの和音（例えば「A」（ハ長調のラ）と、その1オクターブ上のAを同時に押さえるような和音）は頻出するので、親指の先と小指の先の間隔が1オクターブより小さい人は、演奏できる楽曲がかなり限られてしまう。また、「かろうじて1オクターブを押さえられる」程度では、ミスタッチが増える。名ピアニスト フランツ・リストは、とても大きな手のひらをしていて、「1オクターブ+3度」も余裕で押さえることができた、と言われている。しかも、指が太くてしっかりとしていた、と言われている。それに対して、フレデリック・ショパンの手は、指が長く細くて、とても繊細な手をしていたと言われている。ひとりひとりのピアニストの手の性質の違いが、得意とする演奏スタイルの違いとなり、結果として、作曲する楽曲の曲風・曲調の違いともなって現れることになるのである。

### 拘束や罰
手錠が使用されるのは、なんらかの犯罪者や敵対者（手合い）に対してであり、詐欺などとの犯罪とは別に、直接的な収奪や略奪には手が使われる。特に盗みと手の関係は深く、「手癖が悪い」「手が長い」などと表現することがある。文化によっては（例えばイスラーム法で）他者の財物を盗んだ者に対して、手の切断などの刑を課している（もっとも、そういった文化で必ずその刑が執行されていたわけではなく、様々な条件をつけてかなり融通を利かせていたことが多かった）。手はまた、人間の自由と同列にも見なされ得る。その一つの表象が手錠である。また、古い言葉では捕縛することを手当てといい、手当者という言葉が重罪の囚人のことを意味した。

## 動物の前肢
日常的には人間以外の動物の器官を「手」と呼ぶことがあるが、それはあくまで俗用で（主に、子供などが）呼ぶことがある。学術論文、生物学の教科書などではこれを「手」とは書かない。
　

### 哺乳類の前肢
現世（完新世）の動物では、特に哺乳類において生態に応じた形状の特化が確認できる。
樹上生活を送る動物の多くは手に鉤爪（かぎづめ）を持ち、これを樹木に引っ掛けて移動するが、霊長目は木や物をしっかりと掴むことのできる構造の手（拇指と他の指との対向性）を進化させ、鉤爪の代わりに、指の末端を補強する役割を持つ扁爪（ひらづめ）を発達させた。霊長類の始原的動物が鉤爪を捨てて木の枝を握ったことは、後世の子孫の一つであるヒトにとってはその誕生の第一条件と言ってよい。ちなみに霊長類の多くは後肢（足）も手のように木や物を掴める構造となっているため、かつては（足が二足歩行に適した形に進化した人類に対して）「四手類」と呼ばれた。
クジラ、カイギュウ、アザラシ、アシカなど主たる海生哺乳類の手は、基本構造こそ陸上哺乳類と同じであるが、水中生活への進化適応の結果として魚の鰭（ひれ）のような形態に変化している（ラッコなど例外はある）。
カモノハシは指の間に水掻きを有する（ビーバーは前肢には持たない）。
コウモリでは第1指（ヒトの親指に相当）に鉤爪（かぎづめ）があり、他の4本の指は伸張して皮翼を張る骨組みの役割を担っている（図-1の2.参照）。
現生の四足歩行をする哺乳類の指も生態に適った進化を遂げており、食肉目はその手足に、足音を消す働きを持ち衝撃をも吸収する蹠球（しょきゅう。肉球）を発達させている。
有蹄哺乳動物（奇蹄目や偶蹄目、長鼻目など）では、体重を支えたり走ったりするための蹄（ひづめ）が高度に発達し、指は退化（退化的進化）を遂げて消失もしくは痕跡化しているものが多い。この方向性で最も進化を進めているのはウマ科であり、彼らは第3指（中指）一つで大地に立っている。
また、四足歩行をする動物の常として、前肢と下肢に著しい差異は見られず、足とほぼ同様の構造体である。

### 両生類・爬虫類・鳥類の前肢
両生類と爬虫類では、アシナシイモリやヘビといった手足を持たないものが存在する。
海生カメ類は鰭状の手足を発達させているが、過去に目を向ければ海生爬虫類のほとんど全てが鰭状の手足を具えていたことに気づく。
中生代の翼竜は、鉤爪を持つ第1・第2・第3指と、胴体との間に皮翼を張るための長い第4指を発達させていた（第5指は退化。図-1の1.参照）。
ブラキオサウルスやトリケラトプスといった大型の植物食恐竜や現生のゾウガメは、長鼻目と同じく、体重を支えることのできる分厚い蹄を持っている。
肉食性と樹上生のものは鉤爪を持つタイプが多く、特に現生のものでは種による著しい形態的差異は認められない。これは彼らに多様性が無いからではなく、現世が哺乳類隆盛の時代であることに起因する。
鳥類の前肢は、翼となった（俗用、日常的には、食用の鳥類の翼を「手羽」と呼ぶことはある）。軽量化を課題とした鳥類は進化して第1指を矮小化させ、第4指と第5指は退化・消滅させている。第2指と第3指は癒着して前腕の一部となり、翼を構成する（図-1の3.参照）。小型羽毛恐竜（前肢を有する）から分化したと考えられている。

## 方向・位置関係を表す「手」
「手」は、手を用いて指すものも意味し、方向も意味する。
「山手（やまて、やまのて）」と言えば、山のほう、山側、という意味になる。「上手（かみて）」と言えば、上の方向、という意味になる。
また「その建物は右手（みぎて）にございます」「左手（ひだりて）にございます」と言えば、「その建物は右の方向（右側）にあります」「左の方向にあります」といった意味になる。決して「その建物は右の手の平の中にあります」などという意味ではない。

### 他
上述の「手」の用法とは、造語法がかなり異なっているが、
軸の方向関係、ベクトルの三次元空間内での相互の関係などを人に伝えるために、（結局、手というのは、幼いころから人の目前にあって、皆にとって馴染みの存在、いちいち図・写真などを持ち出さなくても、文字で書いても皆が自分の手を見れば伝わり、説明の助けとして用いやすいので）自然科学の領域で、右手や左手を持ち出すことがある。そして特定の用語、固定的な表現となっていることがある。
「フレミングの左手の法則」「右手の法則」など。
親指、人差し指、中指などを、それぞれ何か（何らかの力などのベクトル）に見立てて（重ねあわせて）聞き手に簡単に伝えることができる。右手と左手は鏡像関係にあり、ベクトルの異なった関係を指すのに便利なのである。
親指を開いたまま、残りの4本の指を軽く握る。

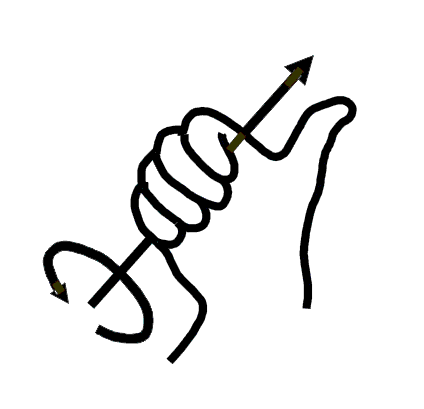
図-3：直進と回転の関係を表す「右手」

親指の付け根から先に向かう方角が直進運動、直線等を表し、4本の指の付け根から先に向かう方角が、回転運動、巻き等の方角を表す（図-3）。
なお電流の作る磁場の方向。直線の電流に対し、磁場は電流を中心とした同心円を成す。磁場の方向は「右手」である。詳しくは、「ビオ・サバールの法則」、「アンペールの法則」を参照。
螺旋の向き一般を表す。詳しくは、「右巻き、左巻き」を参照。
三本の直線の関係
- フレミングの右手の法則、左手の法則
- 座標系の取り方。右手系、左手系。

## 「手」と「腕」
日本では人体の左右の肩から出ている長い部分、腕も「手」と呼ばれる。日本語（大和言葉）の「て」はもともと肩から出ている長い部分全体を指していた。
漢字の「手」は、手首あたりから指先あたりの形を表した象形文字が変化したものだと漢字辞典などでは解説されている。
英語では手首から指先、手を「ハンド」 (hand) と言う。日本のサッカー界は腕や手でボールを扱った反則を「ハンド」と呼ぶことがあるがこれは hand のことではなく、「ハンドリング」 (handling) を略したものである。

## 日本語における「手」を含む言葉
和語における「て」は古くから広い意味範囲をもって使われてきており、広辞苑では30を超える語義を示しているほどである。古く万葉集では「価」の字を「テ」と読む例があり、経済（その原初的形態としての交換行為）とのつながりが考えられる。
上手（かみて）・下手（しもて）といったように方角・方向を意味する用法もある。なお、上手（じょうず）・下手（へた）と読んだ場合には「ある行為・行動に対する習熟」の意となるように、手による動作が、次いで援用して手によらずともあらゆる動作・手段・方法、および、その行動の主体が広く「手」と呼ばれたのである。

### 人を象徴する手
「動作の主体」まで「手」で代表されるということの一例は、手は「仕事」（職業、生業）を象徴し、それはその人自身をも指し示すということである。動作や仕事に「手」を付けることで職業や役割になることは、「手」がいかに「人」を例えているのかが理解できる。例を挙げるならば、騎手・射手・運転手・操縦手などがあり、また、様々な分野において「○○の担い手」といった表現も用いられる。「受け手」「聴き手」といった使い方も馴染みのものであろう。それらは「○○をする人」と同義であり、手による動作と直接の関係が無くとも用いられる。

### 社会
人の個のつながりとして、手は手話や握手などの手による直接的な触れ合いは、意思の疎通や感情を伝える点において人の社会では重要である。
手は、指を有し把持機能を持つ特徴から、「手組（てぐみ）」とは仲間や組織を作ることであり、「手切（てぎれ）」とは人間関係を断ち切ることでもある、このような言葉に見られるように、人と人とのつながりの象徴ともなる。そして、そうした関係構築に際して、身体の中で「手」は非常に良く動く部位であるため、音声言語によらず感情や意志の伝達を行う手段として選ばれやすい。
人の歴史は共同体の消長における繰り返しの中での戦いの歴史でもあるため、敵や相対する者に対しても手による表現が使われてきた「手合い」は対戦相手や見下したものに対する表現であり、「手向い」や「手返し」は謀反や反抗などを表現している。その他にも戦闘集団においての下位のものを「手駒」といい社会集団でも古い言い方では「手下」という。

### 経済

#### 手間・手配
仕事や労力を総称して「手間」といい、その仕事がないことを、「手空き・手明き」という。仕事を割り当てる準備する、人員の配置をすることなどを「手配」という。上述の「手当て」と同じ漢字で、送り仮名を使わず「手当」とした場合、日本語においては通常指すものが異なり、「手間賃」と同意としての「労働などに対して報酬として与える金銭」あるいは「基本給のほかに支給する金銭」の意となる。また、古い文章などでは「心付け」の意でも用いている。
実際には治療の「てあて」を「手当」とする場合や、その逆も多く、日本語本来の区別ではなく近代以降便宜的にそのようになされたのみであろう。また、手配と同様に「前もって行う準備」・「人員の手当てをする」も手当てといいなどと用い、これは手が手段・方法・対処などを意味する例と言えよう。

#### 手形
現代、身元確認の一手段として指紋押捺がある。これは拡大鏡などの道具が無かったころには利用することができないものであった。しかし、大まかな指紋と指の節の幅・長さ、そして、掌の形状および掌紋などの関係性から、「手形」は唯一性を持つもの経験的に知られており、個人認証の手段であった。そのため、証書類に署名の代替として用いられることが多く、ここから証書を「手形」と呼ぶようになったとされる。通行手形などもこれに含まれるが、現代は手形と言うと、一定金額の支払いを委託もしくは約束した有価証券を指す。

#### 手仕事
産業革命以降、機械による工業製品の大量生産が行われると、様々な理由から「手仕事」は減少したが、大量生産が難しいものや、手仕事でしかできない技術の高い職人による生産や、人の手が生み出す物ならではの温もりと味わいが見直あり、「手作り」のものが根強く残っている。手作りにおいては丹精込めて作り上げることや仕事をすることを、「手塩に掛ける」や「手間暇掛ける」などという。工芸の分野では、手で直接的に製品を作り上げている場合に「手工芸」と手を強調した表現も使われる。

### 技としての手
手は日本伝統の技芸などでは、特定の技法やそれによって構成されるものを指したりする。「本手」とは伝統音楽において本格的な手（曲）・本来の手（曲）、あるいは元々の旋律を指し、「派手」は前者の、「替手」は後者の対義である。また、歌・唄に対して「手」と呼ぶときは、声楽に対する器楽、あるいは楽器が奏する旋律、旋律型、技法を指す（旋律型としての「楽の手」、技法としての和琴（わごん）の「折る手」や箏の「押し手」、三味線の「摺り手」など）。
なお「手事」は、地歌など三曲の音楽において、唄と唄との間に置かれた長大な器楽部分であり、まさに手によってなされる事の意である。また、「合いの手」は唄と唄の間をつなぐ、手事よりも短い旋律であり、これも同様の意味から来ており、本来、手拍子とは無関係とされる。また、従来の曲に新しいパートを付ける（編曲、アレンジする）事を「手付け」と呼ぶ。これに対し、唄を付けるのが「節付け」である。
相撲などでいう「決まり手」も決まり技という意味で使われる。
琉球の挌闘術である手は、挌闘技法のことであり、これは英語においてarm（腕）が武装・軍備を指すこととも通じる。空手はかつて唐手と書いてトウテイ（トウティ）と読み（参考：Wiktionary:en:karate）、中国から伝わった挌闘技法（をベースにしている）を意味した。